# Canistrum ambiguum
Espèce
Canistrum ambiguum est une espèce de plantes tropicales de la famille des Bromeliaceae, endémique du Brésil et décrite en 2007.

## Distribution
L'espèce est endémique du sud du Brésil, présente dans les deux États côtiers São Paulo et de Rio de Janeiro.

## Description
L'espèce est épiphyte.